# Juuka
Juuka (sueco: Juga) es un municipio de Finlandia ubicado en la región de Carelia Septentrional.
En 2022, el municipio tenía una población de 4352 habitantes, de los que algo más de dos mil vivían en la capital municipal. Tiene una superficie de 1,846.57 kilómetros cuadrados de los cuales 344.78 km² es agua. La densidad de población es de 3,71 habitantes por kilómetro cuadrado.
El pueblo se ubica unos 60 km al norte de la capital regional Joensuu, sobre la carretera 6 que lleva a Kajaani.
En el municipio se habla principalmente en finés.

## Nativos destacados
- Eino Kettunen, músico, autor de Ievan Polkka.
- Pia Pakarinen, modelo y actriz, Miss Finlandia 2011 y delegada en Miss Universo 2011.